# Amis de l'Homme
Les Amis de l'homme, fondé en 1916, est un mouvement doctrinal dissident des Étudiants de la Bible, avant que ces deniers prennent plus tard le nom de Témoins de Jéhovah.

## Histoire
Frédéric-Louis-Alexandre Freytag, plus connu sous le nom d'Alexandre Freytag (Baden, Suisse, 1870 - Château de Cartigny, près de Genève, 1947) se met à fréquenter des réunions catholiques dès 1889 puis des assemblées russellistes. Il adhère officiellement au groupe de Russell en 1912. Il dirige même quatre ans plus tard, à Genève, le bureau de ce groupe, devenu en 1913 les Étudiants de la Bible. Désirant faire une œuvre personnelle, voire indépendante, il envoie en 1920 sa lettre ouverte Le Message de Laodicée aux Étudiants de la Bible, dans laquelle il se proclame digne successeur du pasteur Russell. C’est vers cette date qu’il crée l’Association Philanthropique des Amis de l’Homme, baptisée également à l'époque Église du Royaume de Dieu. Freytag publie plusieurs livres de doctrine et tente d’établir une « station » d'essai du  Royaume de Dieu sur terre, dans les années 1930, à Méthamis dans le Vaucluse. Cette antenne du mouvement est alors dirigée par Marie Nigoud, une ancienne institutrice et la fille de Freytag.
D'autres mouvements opèrent un schisme du russélisme en s'en déclarent les légitimes descendants, comme le Mouvement missionnaire intérieur laïque.
À la mort de ce dernier, Edouard Rufener continue à propager la doctrine contenue dans les écrits de Freytag. Lui succédera Marie Roulin, qui fut la secrétaire de Freytag. Le responsable actuel est M. Kohli.
En 1933, Bernard Sayerce (1912 - 1963), un instituteur catholique, a rencontré Freytag et s'est proclamé successeur de celui-ci, en conflit avec la direction suisse du mouvement. Se déclarant héritier spirituel des écrits de Freytag, il se proclame « Fidèle Berger » et est secondé par Lydie Sartre (1898 - 1972), qui devient la « Chère Maman ». La quasi-totalité des 900 assemblées françaises et belges se rallie à eux deux. En 1971, Joseph Neyrand (1927 - 1981) succède à Lydie Sartre.
En 1951, le mouvement a abandonné une grande partie de sa doctrine religieuse (le nom d'Église du Royaume de Dieu disparaît alors), et se tourne davantage vers la philanthropie : aide aux défavorisés, secours aux sinistrés et donations de matériels aux agriculteurs.
En 1984, deux scissions naissent : le Renouveau des Amis de l'homme ainsi que Amis sans frontière.

## Doctrine
Elle est contenue dans les écrits de Freytag que les membres considèrent comme les écrits les plus précieux qui existent. Il s’agit de :
- La Divine Révélation (1920)
- Le Message à l’Humanité (1922)
- La Vie Éternelle (1933)

Sur l’ordre de Jésus, Freytag, dernier Messager de l’Éternel, rassemble le petit troupeau des vrais chrétiens en ces temps qui sont les derniers. La véritable Église est constituée par ceux qui prêchent et vivent selon la Loi Universelle de l’Amour Divin, à savoir l’altruisme.
Tout au long de l’histoire de l’humanité, Dieu a choisi des Messagers, hommes assoiffés de justice et de vérité. En 1916 Dieu a choisi Freytag qui annonce un message manifestant la lumière de Dieu après des siècles de ténèbres.
Ce Messager est chargé de réunir et d’enseigner la Véritable Église constituée du petit troupeau (144 000 personnes ointes par Dieu, dont les dernières vivent encore) et de l’Armée de l’Éternel (les membres qui appartiennent à l’Association mais qui ne sont pas oints).
Jésus glorifié et cette Église vont bientôt contribuer à établir le Royaume de Dieu sur terre. La vie éternelle sur terre sera  possible, après le grand « nettoyage » appelée la « grande Tribulation », tribulation que les hommes déclenchent dans tous les domaines en ne respectant pas les lois de la Création. Dieu étant Amour, ne pourra protéger que les personnes étant toujours positives en pensées, paroles et actes et grâce au sacrifice du Christ, qui a fait en notre faveur une transfusion de vie, la vie éternelle sur cette terre sera à nouveau possible.
Le Christ est constitué d’un ensemble d’individus : le petit troupeau avec Jésus à leur tête. La nouvelle terre, c’est le paradis terrestre, l’Éden primitif retrouvé : plus de guerre, de maladie, de mort, de péché. Une nature généreuse qui fournit de quoi se nourrir en abondance (les Amis de l’Homme sont végétariens).
Les fidèles vivent en famille. Les hommes et femmes sont séparés s'ils n'ont pas d'enfants. Ils sont totalement pris en charge par le mouvement et renoncent à leurs biens propres. Bernard Blandre qualifie les Amis de l'homme de « secte révolutionnaire pacifique ».

## Organisation

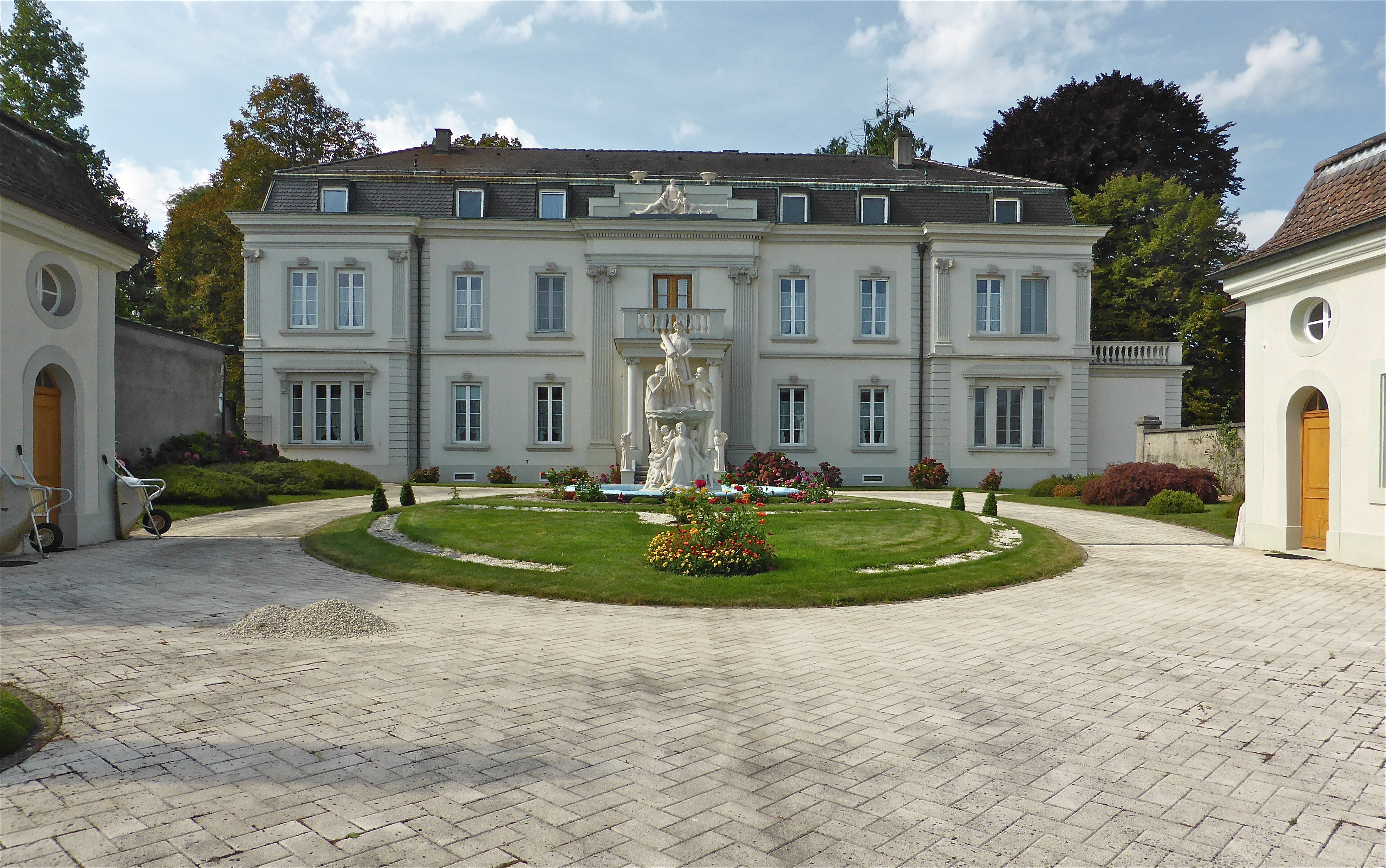
Le château de Cartigny

### Monde
Le siège mondial est situé en Suisse au Château de Cartigny, 27 route de Vallière, 1236 Cartigny. Un ancien élu dirige la communauté locale.
Les Amis de l’Homme sont présents et actifs dans une vingtaine de pays : Suisse, Allemagne, France, Belgique, Grande-Bretagne, États-Unis, Mexique, Brésil, Canada, Australie... mais surtout en Italie, où le mouvement progresse. Ils sont environ 50 000 dans le monde.
Chaque année, un ou deux congrès réunissent les Amis de l’Homme d’un même pays, congrès composés de discours, de galas artistiques et de concerts. Il y en a eu deux au Parc des Princes en 1948 et 1949 réunissant plus de 10 000 personnes à chacun d'eux ; un autre a eu lieu en 1950 à Bordeaux et en 1951 à Toulouse. Des assemblées régionales trimestrielles ont eu lieu un peu partout en France, en Algérie, au Maroc, en Autriche, en Allemagne et en Belgique.

### France
En France, le siège fut longtemps situé à Paris (rue Amelot, XIe arrondissement), avec toutefois une forte influence dans le sud-ouest, avant d'être déplacé à Clair-Veye en Val de Saint Germain. Deux centres névralgiques existaient alors en France, l'un à Frespech pour les réunions dominicales, l'autre aux Ormeaux pour les « soirées[précision nécessaire] ». Le déroulement de ces rencontres suivait une trame commune : rappel des lois divines par le Frère Aîné, entrecoupé des témoignages d'expériences miraculeuses vécues par les membres de la communauté. Le siège français est à Paris, au 22, rue David-d’Angers, dans le XIXe arrondissement.
Il existe actuellement une trentaine de bonnes assemblées dans les grandes villes (Belfort, Bordeaux, Brest, Colmar, Épinal, Lorient, Lyon, Metz, Mulhouse, Nancy, Orléans, Paris, Perpignan, Quimper, Reims, Rennes, Strasbourg, Vannes...), plus une vingtaine d’autres ailleurs (Draveil, Longwy, Neuves-Maisons, Pont-l'Abbé, Saint-Brieuc, Valleroy...).
En France, le mouvement est en perte de vitesse mais regroupe encore 3 000 fidèles environ. Le centre de la plus grande communauté française, à Frespech, est désormais fermé.

## Diffusion
Ils[Qui ?] font du porte-à-porte timide et organisent de temps en temps des conférences publiques.
Deux journaux sont diffusés :
- Le Moniteur du Règne de la Justice
- Le journal pour tous

## Culte et pratique
Les Amis de l’Homme se réunissent plusieurs fois par semaine pour lire  des extraits de livres de Freytag, des articles de leurs journaux, les commenter par leurs "témoignages" et pour prier. Chaque réunion est ponctuée par des cantiques tirés du recueil Les Cantiques du Messager.
Baptême par immersion  en souvenir de celui de Jésus, pour ceux qui comme lui s’engagent à donner leur vie pour aider l’humanité en détresse.
Jésus est mort comme rançon pour les hommes. Ceux-ci sont sauvés s’ils croient en son message d’amour et calquent leur vie sur la sienne.
La sainte cène est célébrée une fois l’an, à Pâques, pour commémorer le dernier repas par Jésus. Seuls les membres du petit troupeau communient sous les deux espèces.
18 avril : la fête de l’Armée de l’Éternel.
18 octobre : la fête du petit troupeau.
La Bible n’a que peu de place dans la spiritualité des Amis de l’Homme, les écrits de Freytag étant considérés comme les plus importants de l’humanité.
Dieu étant « Amour », et Jésus ayant dit « nul ne connaît le Père si ce n'est le Fils », leur seule référence sont les évangiles et les Actes des apôtres. Pour Freytag, tout ce qui dans l'Ancien Testament fait allusion à la « vengeance » de Dieu, à sa jalousie, etc., est une pure invention des hommes qui, avant la venue du Christ, ne pouvaient imaginer ce qu'était l'Amour divin et donc attribuaient à Dieu leurs propres sentiments.
Ils expliquent tous les malheurs, tous les cataclysmes (comme par ex le déluge) non comme une punition de Dieu, mais comme une « équivalence » de la mauvaise ligne de conduite des hommes (par exemple de vastes déboisements juste avant le déluge.).
Ils s’abstiennent de tabac et d'alcool et sont végétariens. Mais ce qui est le plus important pour eux est le « changement du caractère », afin de devenir toujours plus altruistes (plus humbles, plus doux, plus généreux...) En toutes circonstances, même les plus périlleuses (agression, guerres, etc.) ils essaient de ne réagir que par des sentiments positifs. Par exemple, en cas de guerre, ils demandent à servir comme brancardiers, ou tout autre service où ils n'auront pas à user d'armes. Ils affirment que lors de la Seconde Guerre mondiale, tous ont été protégés et ils citent quantité d'exemples de « protections » miraculeuses.